# Palazzo del Giardino
El Palacio del Giardino, también llamado Palacio Ducal del Giardino, es un palacio histórico ubicado en Parma, dentro del Parque Ducal.
Actualmente alberga el Comando Provincial de los Carabinieri de Parma y una de las oficinas del RIS (Departamento de Investigaciones Científicas del Arma dei Carabinieri). Está previsto que se utilice como oficina de representación de la Autoridad Europea de Seguridad Alimentaria (EFSA).
No debe confundirse con la residencia oficial de la duquesa María Luisa, el Palacio Ducal, que estaba ubicado en la actual Piazzale della Pace, entre la Pilotta y el Palazzo della Provincia, y que fue destruido el 13 de mayo de 1944, junto con partes de la Pilotta y el teatro Reinach, por un ataque aéreo aliado durante la Segunda Guerra Mundial.

## Historia

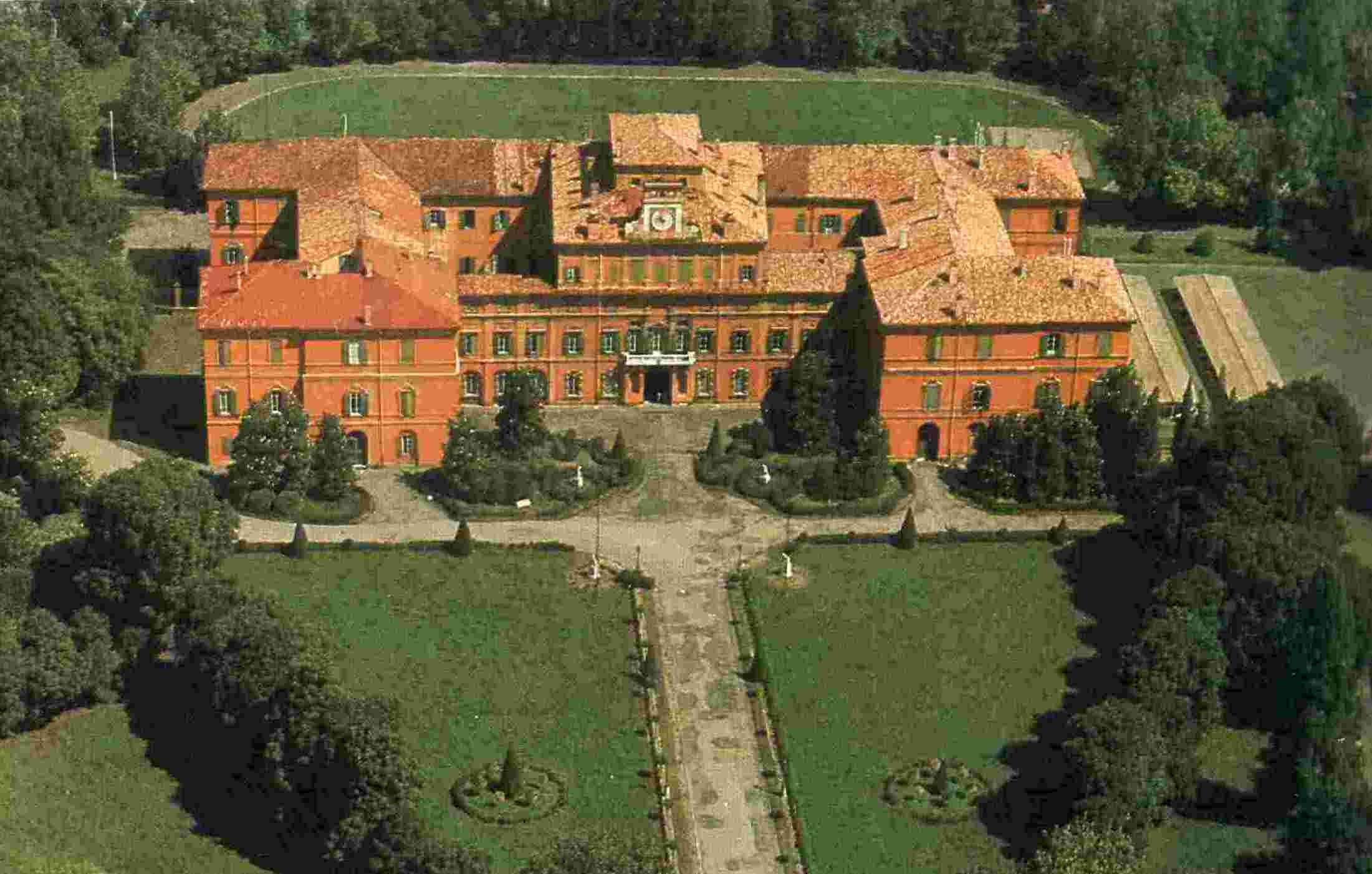
Vista aérea en los años 70.

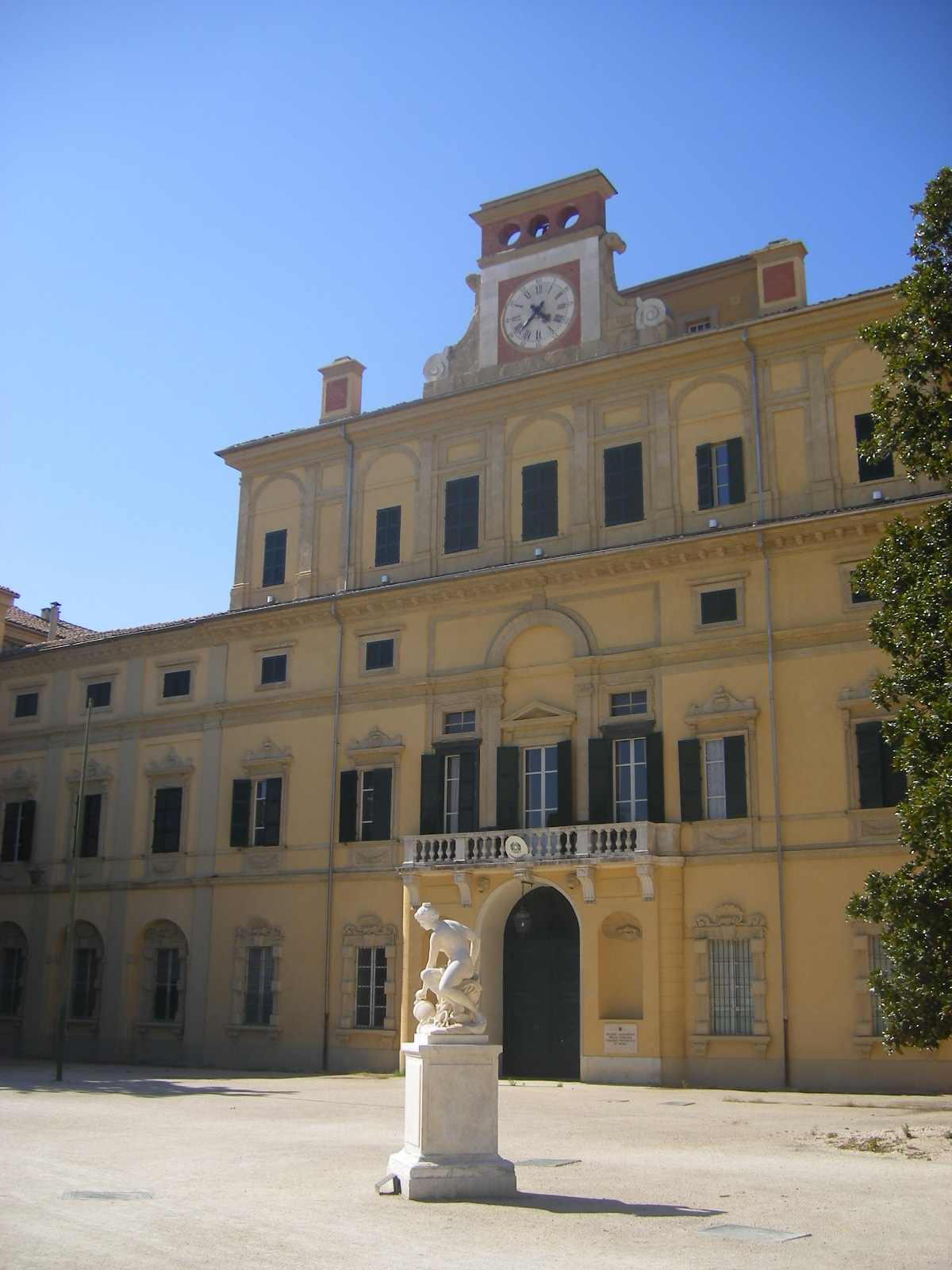
Fachada

El palacio fue construido a partir de 1561 por orden del duque de Parma Ottavio Farnese y fue sede de la corte ducal hasta la segunda mitad del siglo XVII, cuando la sede del ducado se trasladó a otros palacios situados junto a la Pilotta .
Su construcción fue necesaria para dotar al Ducado de Parma y Piacenza de una sede permanente para la corte. Se eligió un área cerca de una torre diseñada por los Sforza y el proyecto se encargó a Jacopo Barozzi conocido como il Vignola. Los trabajos de construcción fueron dirigidos por Giovanni Francesco Testa . La tipología era la de las residencias florentinas y romanas que los propios Farnese estaban construyendo en esos años (incluido el Palacio Farnese en Roma y el de Caprarola.
Giovanni Boscoli construyó una fuente grandiosa frente al palacio, con numerosas estatuas y fuentes que la hicieron muy famosa en ese momento. Se dice que los viajeros que pasaban por Parma no dejaban de visitarla. Vitelli, en una carta dirigida a Pico della Mirandola, argumentaba que las célebres fuentes de Caprarola no valían nada comparadas con ésta. Fue demolido por completo en la segunda mitad del siglo XVIII, quizás por los problemas sanitarios que planteaba, con motivo de las obras de modernización del palacio realizadas por Petitot.
La decoración de las salas se encargó a varios artistas destacados de la época, entre ellos Girolamo Mirola, Jacopo Zanguidi conocido como Bertoja, Agostino Carracci, Carlo Cignani, Jan Soens, Cesare Baglioni, Giovanni Battista Trotti conocido como Malosso y Luca Reti. A principios del siglo XVII fue modificado y ampliado, primero por Simone Moschino y luego por Girolamo Rainaldi, quien añadió los patios y las partes delanteras laterales a la estructura cuadrilátera inicial.
Alcanzó su máximo esplendor durante el gobierno de Ranuccio Farnese, pero durante el reinado de su hijo Odoardo, absorbido por compromisos militares y poco atento a la vida cortesana, fue hacia un progresivo abandono. En las dos últimas décadas del siglo XVII, el nuevo duque Ranuccio II Farnese inició la renovación del palacio y el jardín En el siglo XVIII fue sobre todo el arquitecto francés Ennemond Petitot quien renovó el aspecto del edificio.
Después de la unificación de Italia, el edificio albergó una Escuela de Infantería Militar. Durante la Segunda Guerra Mundial sufrió un bombardeo aéreo que le provocó graves daños. Al final del conflicto, fue en gran parte devastado por la guerra. El 9 de septiembre de 1943, una unidad de la Wehrmacht ordenó la rendición del coronel Gaetano Ricci, comandante de la escuela de infantería. Ante su negativa, se inició una pelea que, tras la intervención de blindados alemanes, se resolvió a su favor. El número de víctimas italianas fue de cinco muertos y veinte heridos. Frente a la entrada del edificio se colocó una placa de mármol que conmemora aquel trágico episodio. Tras los combates de septiembre de 1943 también se produjeron actos de vandalismo por parte de desconocidos que accedieron libremente al edificio.
La obra de reconstrucción encontró notables problemas de orden burocrática, hasta que en 1953 fue sede del Comando de la Legione de los Carabinieri de Parma. Los trabajos de reconstrucción del ala sudoeste del palacio, completamente destruida, empezaron en  1959 y acabaron en 1968. Desde 2004 está siendo objeto de una serie de intervenciones de restauración y valorización. Algunos de estas intervenciones han sido realizadas también gracias a los fondos del Juego del Lotto, con base en la ley 662/96.

## Obras de arte
En la planta baja se encuentran obras de Cesare Baglioni, pintadas en los primeros años del Seiscientos. Un monumental esclaera del setecientos conduce a un grand salone al primero despacio, dicha Sala de las Aves para el techo ornamentado con decoraciones a estuco y a fresco de Benigno Bossi, representantes 224 especialmente de aves.
De este salone se accede a algunos cuartos que conservan obras de arte realizada en el periodo de los Farnese:
- Sala de Alcina Es la sala más antigua del palacio, decorada con frescos realizados de Girolamo Mirola hacia el 1568 con la colaboración de Jacopo Zanguidi dicho "el Bertoja", con escenas extraídas del VI libro del Orlando Furioso.
- Sala de la Aetas Felicior, o "Sala del Beso" Con frescos del Bertoja entre el 1570 y el 1573 con escenas representantes el mito de Venere y Amor. La sala se denomina por la inscripción en latino Aetas Felicior que esta sobre una cornisa que corre a lo largo del techo. Está llamada también "del Beso" para la escena de la danza con el particular del beso que se intravede entre columnas transparentes de cristal, creación típica del tardo manierismo, donde el espacio está explotado como instrumento de ilusión naturalistica.
- Sala de Orfeo #- Affrescata del Mirola y del Bertoja entre el 1568 y el 1570, con escenas de la historia de amor de Orfeo intervallate de figuras arquitectónicas.
- Sala de Erminia  Decorada en el 1628 con frescos del bolognese Alessandro Tiarini, con escenas extraídas de la Jerusalén liberada. Os son también decoraciones a estuco de Carlos Bossi raffiguranti un embrollo de ramas.
- Sala del Amor Hay frescos de Agostino Carracci con tres representaciones del Amor: el amor materno (Venere que mira el hijo Enea mientras se dirige hacia el Italia), el amor celeste entre Venere y Marte y lo humano entre Peleo y Teti. El Carracci murió en el 1602 antes de acabar el trabajo, que estuvo completado en el 1679#-80 de Carlos Cignani con otras representaciones del Amor.
- Sala de las leyendas Tres paredes se cubren con frescos con escenas pintadas de Giovan Battista Trotti dicho "el Malosso", realizadas entre el 1604 y el 1619: Giove que incorona Bacco acompañado de Venere; el sacrificio de Alcesti; Circe ridà la forma humana a los compañeros de Ulisse. En la pared cerca de la ventana hay dos frescos del flamenco Jan Soens.

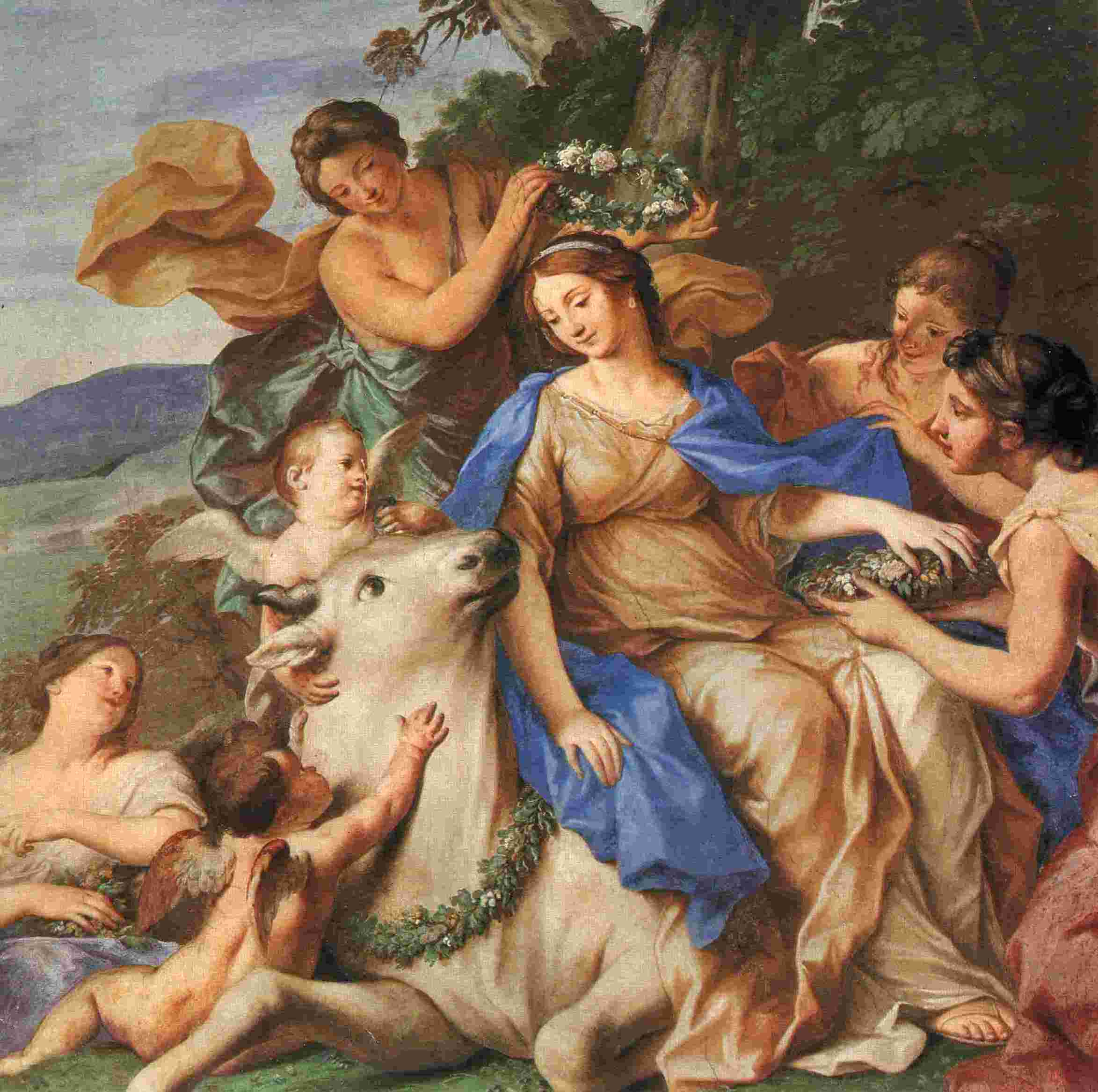
Carlos Cignani, Rata de Europa (particular).
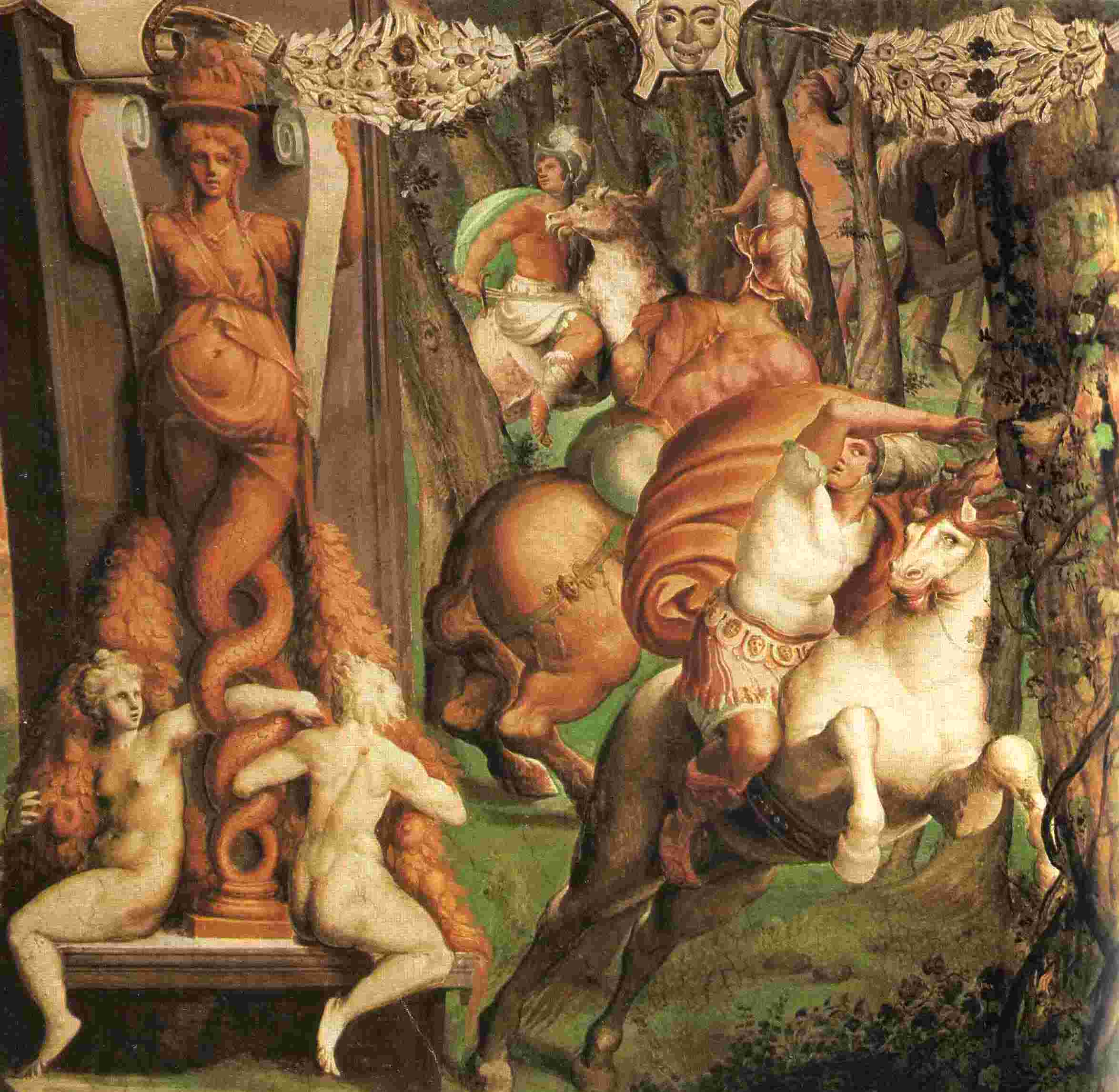
Jacopo Zanguidi, fresco en la sala Aetas Felicior (particular).
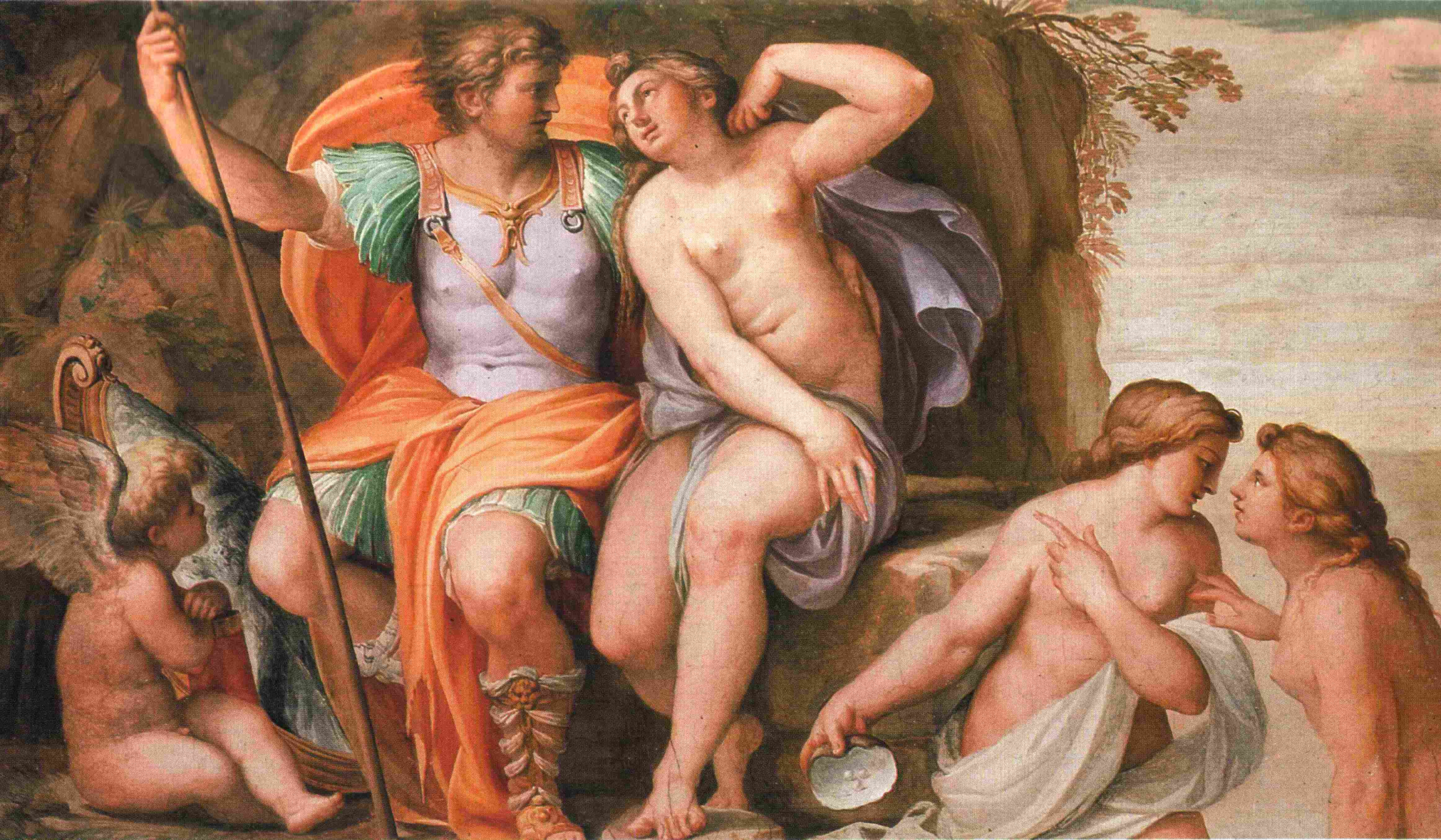
Agostino Carracci, Venere y Marte.
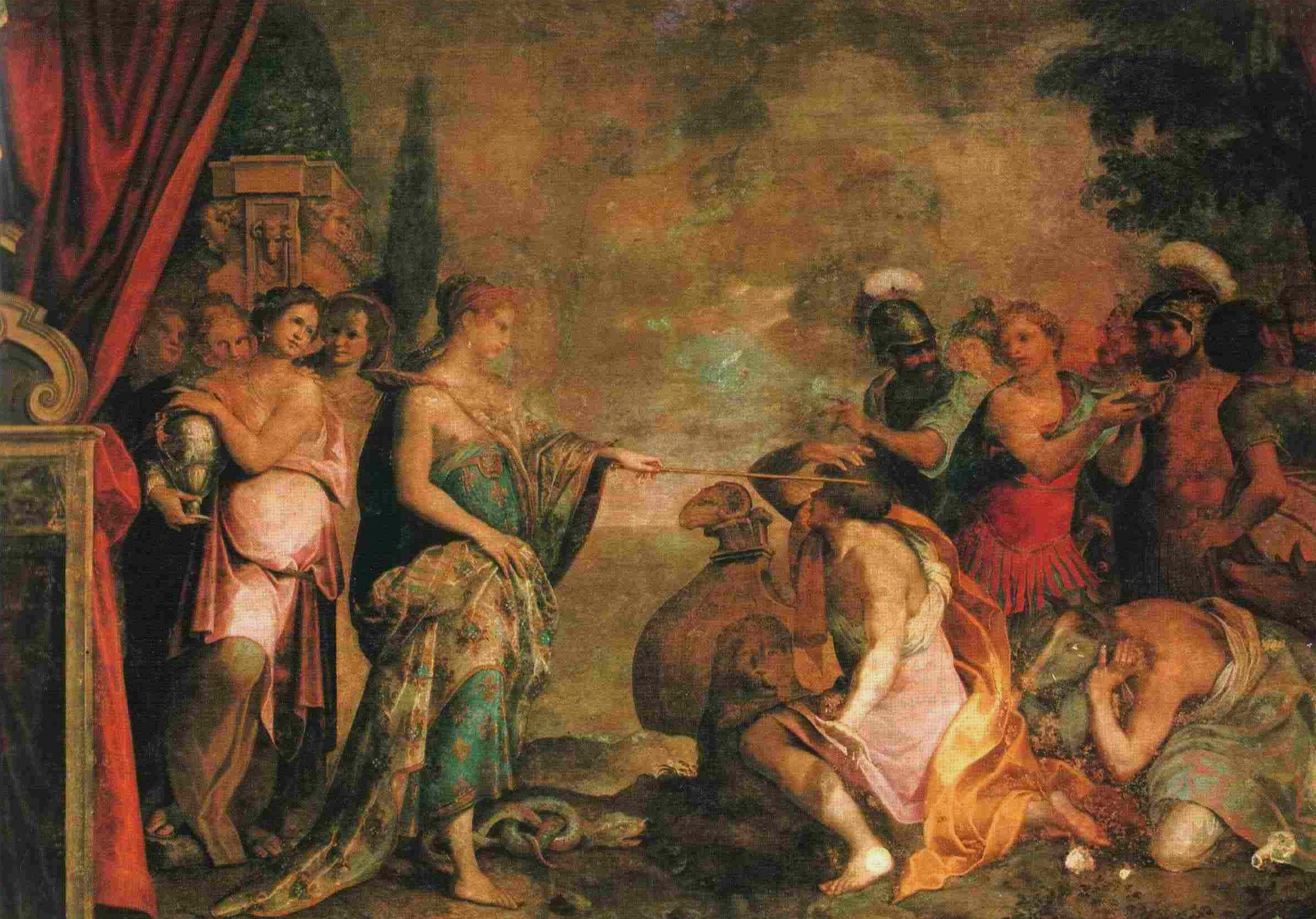
Giovan Battista Trotti, Circe ridà la forma humana a los compañeros de Ulisse.